# 細川頼有
細川 頼有（ほそかわ よりあり）は、南北朝時代の武将・守護大名。備後国・阿波国守護。官位は掃部助、宮内少輔、右馬頭。通称は讃岐十郎。細川和泉上守護家初代当主。

## 生涯
細川頼春の子として誕生。
室町幕府内の抗争から発展した観応の擾乱においては、父・頼春に従い初代将軍・足利尊氏に属して京都で戦っている。正平7年/観応3年（1352年）の父の戦死後も、男山合戦では讃岐勢を率い、阿波勢を率いた兄・頼之と共に参加している。正平11年/延文元年（1356年）3月、阿波国から伊予国平定に発向した頼之を支援した。
頼之が管領に就任して幕政に関わると守護代として領国経営を任され、国人の被官化などに務め、南朝方の河野氏と戦う。天授5年/康暦元年（1379年）、康暦の政変で頼之が失脚、頼之追討令が下り、かつて頼之が滅ぼした従兄の清氏の子の正氏が阿波で蜂起、伊予で河野通堯が勢いづくと、育成した被官を結集させ、下国した頼之を迎えて抗戦した。元中4年/嘉慶元年（1387年）、嫡男・頼長に家督を譲る。頼之の赦免後、元中7年/明徳元年（1390年）には3代将軍・足利義満の命で頼之と共に山陰の山名時熙の追討に加わり、翌年に60歳で死去。
法号は通勝で、京都建仁寺の住職無涯仁浩を師と仰いで禅宗を信仰したという。無涯の没後に建仁寺を保護し、塔頭永源庵は頼有を祖とする和泉上守護家8代の菩提寺となっている。また、後小松天皇から賜ったと伝わる最古の錦旗が現存しており、永青文庫に所蔵されている。